# Final da Copa Sul-Americana de 2012
A Final da Copa Sul-Americana de 2012 foi a decisão da 11ª edição da Copa Sul-Americana.

## Transmissão

### No Brasil
No Brasil, os jogos foram transmitidos pela Rede Globo, Rede Bandeirantes e pelo Fox Sports.

## Caminho até a final

### Segunda fase
| Adversário | Local | Placar |
| ---------- | ----- | ------ |
| Bahia      | Fora  | 0–2    |
| Bahia      | Casa  | 2–0    |

| Adversário         | Local | Placar |
| ------------------ | ----- | ------ |
| Argentinos Juniors | Casa  | 1–2    |
| Argentinos Juniors | Fora  | 4–1    |

### Fase final
| Adversário           | Local | Placar |
| -------------------- | ----- | ------ |
| LDU Loja             | Fora  | 1–1    |
| LDU Loja             | Casa  | 0–0    |
| Universidad de Chile | Fora  | 0–2    |
| Universidad de Chile | Casa  | 5–0    |
| Universidad Católica | Fora  | 1–1    |
| Universidad Católica | Casa  | 0–0    |

| Adversário      | Local | Placar |
| --------------- | ----- | ------ |
| Deportivo Quito | Fora  | 0–2    |
| Deportivo Quito | Casa  | 4–0    |
| Cerro Porteño   | Fora  | 0–1    |
| Cerro Porteño   | Casa  | 4–2    |
| Millonarios     | Casa  | 0–0    |
| Millonarios     | Fora  | 1–1    |

## Detalhes

### Jogo de ida
| 5 de dezembro | Tigre | 0 – 0     | São Paulo | La Bombonera, Buenos Aires |
| 20:50 (UTC-3) |       | Relatório |           | Árbitro: PAR Antonio Arias |

| Tigre | São Paulo |

| G               | 17 | Damián Albil       |     |     |
| LD              | 23 | Norberto Paparatto | 83' |     |
| Z               | 21 | Mariano Echeverría |     |     |
| Z               | 2  | Alejandro Donatti  | 15' |     |
| LE              | 22 | Lucas Orbán        |     |     |
| V               | 15 | Ángel Gastón Díaz  |     |     |
| V               | 4  | Diego Ferreira     |     |     |
| M               | 8  | Martín Galmarini   |     |     |
| M               | 11 | Ramiro Leone       |     |     |
| M               | 19 | Rubén Botta        | 71' | 87' |
| A               | 9  | Ezequiel Maggiolo  |     | 78' |
| Substituições:  |    |                    |     |     |
| A               | 16 | Diego Ftacla       |     | 78' |
| A               | 7  | Agustín Torassa    |     | 87' |
| Treinador:      |    |                    |     |     |
| Néstor Gorosito |    |                    |     |     |

| G              | 1  | Rogério Ceni  |     |     |
| LD             | 13 | Paulo Miranda |     |     |
| Z              | 3  | Rafael Tolói  | 53' |     |
| Z              | 4  | Rhodolfo      | 61' |     |
| LE             | 6  | Cortez        |     |     |
| V              | 5  | Wellington    |     |     |
| V              | 15 | Denílson      | 63' |     |
| M              | 10 | Jádson        |     | 60' |
| A              | 7  | Lucas         |     |     |
| A              | 17 | Osvaldo       |     |     |
| A              | 9  | Luís Fabiano  | 14' |     |
| Substituições: |    |               |     |     |
| M              | 16 | Cícero        |     | 60' |
| Treinador:     |    |               |     |     |
| Ney Franco     |    |               |     |     |

### Jogo de volta
| 12 de dezembro | São Paulo               | 2 – 01    | Tigre | Estádio do Morumbi, São Paulo |
| 21:50 (UTC-2)  | Lucas 22' · Osvaldo 27' | Relatório |       | Árbitro: CHI Enrique Osses    |

| São Paulo | Tigre |

| G          | 1  | Rogério Ceni  | 38'   |
| LD         | 13 | Paulo Miranda | 45+2' |
| Z          | 3  | Rafael Tolói  |       |
| Z          | 4  | Rhodolfo      |       |
| LE         | 6  | Cortez        |       |
| V          | 5  | Wellington    |       |
| V          | 15 | Denílson      | 32'   |
| M          | 10 | Jadson        |       |
| A          | 7  | Lucas         |       |
| A          | 17 | Osvaldo       | 45+2' |
| A          | 19 | Willian José  |       |
| Reservas:  |    |               |       |
| GK         | 22 | Denis         |       |
| DF         | 14 | Édson Silva   |       |
| DF         | 23 | Douglas       |       |
| MF         | 18 | Maicon        |       |
| MF         | 8  | Ganso         |       |
| MF         | 16 | Cícero        |       |
| FW         | 11 | Ademilson     |       |
| Treinador: |    |               |       |
| Ney Franco |    |               |       |

| G               | 17 | Damián Albil         |       |
| LD              | 13 | Erik Godoy           | 42'   |
| Z               | 23 | Norberto Paparatto   |       |
| Z               | 21 | Mariano Echeverría   |       |
| LE              | 22 | Lucas Orbán          |       |
| V               | 15 | Ángel Gastón Díaz    | 45+2' |
| V               | 4  | Diego Ferreira       |       |
| M               | 8  | Martín Galmarini (c) | 34'   |
| M               | 11 | Ramiro Leone         |       |
| M               | 19 | Rubén Botta          |       |
| A               | 9  | Ezequiel Maggiolo    |       |
| Reservas:       |    |                      |       |
| GK              | 1  | Javier García        |       |
| MF              | 10 | Matías Pérez García  |       |
| MF              | 20 | Matías Escobar       |       |
| MF              | '3 | Nicolás Martínez     |       |
| FW              | 7  | Agustín Torassa      |       |
| FW              | 16 | Diego Ftacla         |       |
| FW              | 18 | Federico Santander   |       |
| Treinador:      |    |                      |       |
| Néstor Gorosito |    |                      |       |

Notas
- Nota 1: Após confusão no final do primeiro tempo, o time do Tigre se recusou a voltar para o segundo tempo, alegando ameaças vindas da Polícia Militar.[1]

## Premiação
| Copa Sul-Americana de 2012    |
| Brasil                        |
| ----------------------------- |
| São Paulo Campeão (1° título) |

### Estatísticas
|                       | São Paulo | Tigre |
| --------------------- | --------- | ----- |
| Gols marcados         | 0         | 0     |
| Total de finalizações | 3         | 3     |
| Finalizações certas   | 2         | 1     |
| Posse de bola         | —%        | —%    |
| Escanteios            | —         | —     |
| Faltas Cometidas      | 8         | 6     |
| Impedimentos          | —         | —     |
| Cartões Amarelos      | 3         | 2     |
| Cartões Vermelhos     | 1         | 1     |

|                       | São Paulo | Tigre |
| --------------------- | --------- | ----- |
| Gols marcados         | 2         | 0     |
| Total de finalizações | —         | —     |
| Finalizações certas   | —         | —     |
| Posse de bola         | —%        | —%    |
| Escanteios            | —         | —     |
| Faltas Cometidas      | —         | —     |
| Impedimentos          | —         | —     |
| Cartões Amarelos      | —         | —     |
| Cartões Vermelhos     | —         | —     |

|                       | São Paulo | Tigre |
| --------------------- | --------- | ----- |
| Gols marcados         | —         | —     |
| Total de finalizações | —         | —     |
| Finalizações certas   | —         | —     |
| Posse de bola         | —%        | —%    |
| Escanteios            | —         | —     |
| Faltas Cometidas      | —         | —     |
| Impedimentos          | —         | —     |
| Cartões Amarelos      | —         | —     |
| Cartões Vermelhos     | —         | —     |